# Caletor
Caletor – rodzaj kosarzy z podrzędu Laniatores i rodziny Epedanidae zawierający 4 gatunków.

## Występowanie
Przedstawiciele rodzaju występują w Azji Południowo-Wschodniej, od Indonezja

## Systematyka
Opisano 4 gatunków należących do tego rodzaju:
- Caletor bicolor (Sørensen, 1932)
- Caletor javanus (Thorell, 1876)
- Caletor sumbawanus Roewer, 1938
- Caletor unguidens Loman, 1892